# GP Ouest France-Plouay 2005 (mannen)
De Grand Prix Ouest France-Plouay 2005 was de 68ste editie van de GP Ouest-France-Plouay en werd verreden op zondag 28 augustus, in de gemeente Plouay (Bretagne), Frankrijk. De wedstrijd werd gewonnen door George Hincapie van Discovery Channel. Hincapie won met een miniem verschil in de sprint van een grote groep renners. Hij wist de Wit-Rus Aljaksandr Oesaw nipt van de overwinning te houden.

## Uitslag
| GP Ouest France-Plouay 2005 |                   |                       |          |
| Plaats                      | Naam              | Ploeg                 | Tijd     |
| Winnaar                     | George Hincapie   | Discovery Channel     | 4u59'42" |
| 2                           | Aljaksandr Oesaw  | AG2R Prévoyance       | z.t.     |
| 3                           | Davide Rebellin   | Gerolsteiner          | z.t.     |
| 4                           | Daniele Bennati   | Lampre-Caffita        | z.t.     |
| 5                           | Peter Wrolich     | Gerolsteiner          | z.t.     |
| 6                           | Markus Zberg      | Gerolsteiner          | z.t.     |
| 7                           | Cristian Moreni   | Quick Step-Innergetic | z.t.     |
| 8                           | Luca Paolini      | Quick Step-Innergetic | z.t.     |
| 9                           | Kurt-Asle Arvesen | Team CSC              | z.t.     |
| 10                          | Jan Ullrich       | T-Mobile Team         | z.t.     |
|                             |                   |                       |          |
| 13                          | Philippe Gilbert  | Française des Jeux    | z.t.     |
| 40                          | Michael Boogerd   | Rabobank              | z.t.     |